# Biologie de l'évolution
Cet article concerne la discipline. Pour le phénomène, voir Évolution (biologie).
Biologie évolutive
La biologie de l’évolution, aussi nommée biologie évolutive, est le domaine de la biologie qui vise à comprendre les scénarios et les mécanismes de l’évolution des espèces. Cette discipline regroupe notamment les sous-disciplines que sont la paléontologie, la phylogénie, l'évolution moléculaire, la génétique des populations, la phylogéographie et l’écologie évolutive.